# Arc del carrer General Cabrera (Ulldecona)
L'Arc del carrer General Cabrera és una obra d'Ulldecona (Montsià) inclosa a l'Inventari del Patrimoni Arquitectònic de Catalunya.

## Descripció
Es tracta d'una arcada de pedra que creua transversalment el carrer General Cabrera i que en un principi, abans d' obrir-se el carrer, formava part d'un habitatge situat en aquest punt. És un arc de mig punt lleugerament apuntat, fet amb dovelles regulars sobre estreps de pedra i carcanyols reomplerts amb reble. A la dovella central fou gravada la data 1787 i fou ficada una placa amb d'inscripció "restaurada el 1969".

## Història
És possible que formés part de l'habitatge contigu, el número 7, ja que aquest s'obre al carrer mitjançant un arc de mig punt amb brancals de pedra i arc de rajola plana.